# یانا چمالیدو
یانا چمالیدو (یونانی: Ἰωάννα Χαμαλίδου؛ زادهٔ ۱۱ اکتبر ۱۹۹۶) بازیکن فوتبال اهل یونان است.
وی همچنین در تیم‌های ملی فوتبال Greece women's national under-19 football team و Greece women's national football team بازی کرده‌است.